# Bundesministerium für Wirtschaft und Arbeit (Österreich)

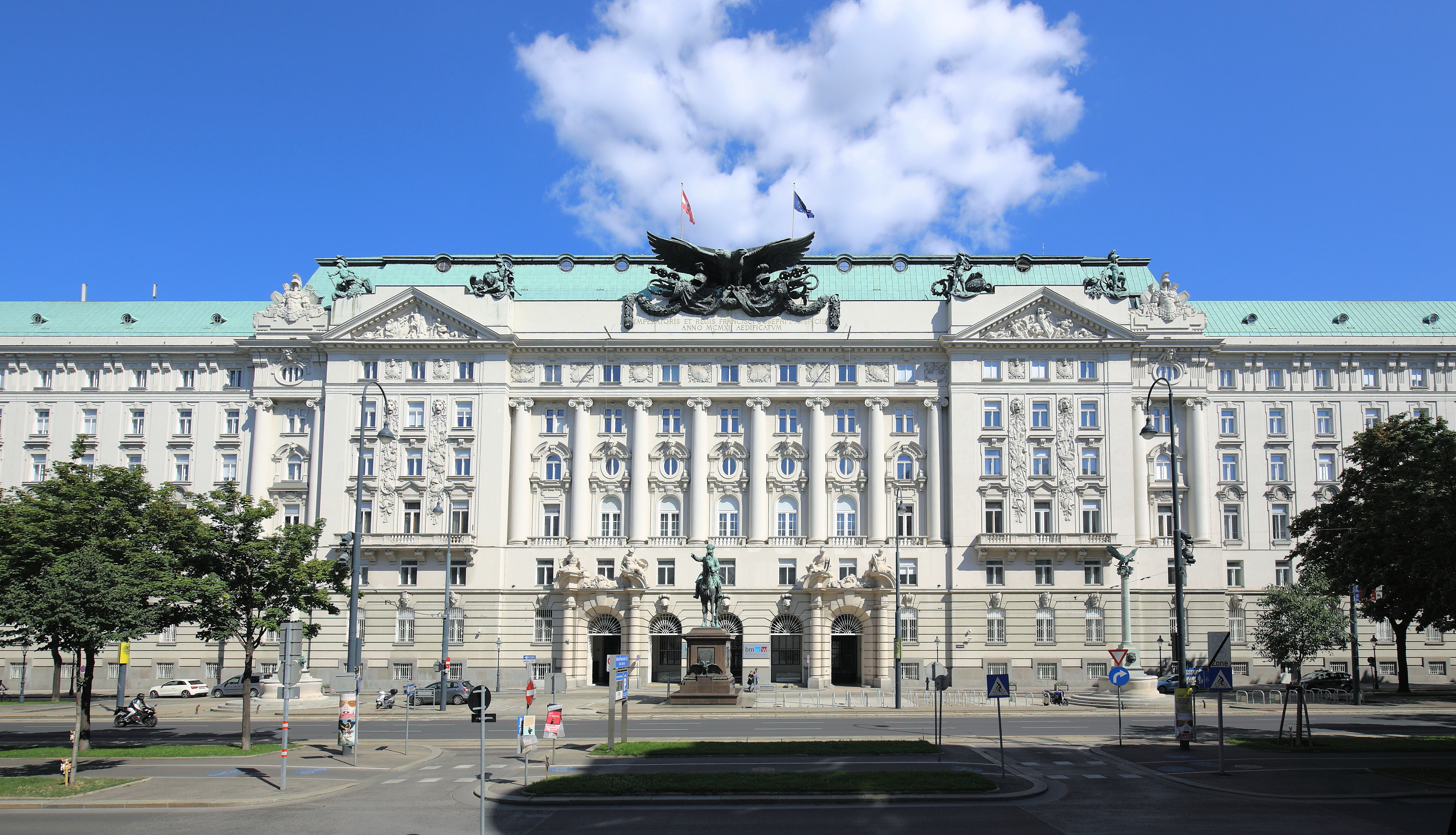
Sitz des ehem. BMWA im Gebäude des ehem. k.u.k. Kriegsministeriums am Stubenring

Die als Bundesministerium für Wirtschaft und Arbeit (kurz Wirtschaftsministerium, BMWA, zur Unterscheidung vom Vorministerium auch BMWuA) bezeichnete österreichische Verwaltungseinrichtung des Bundes war von 2000 bis 2008 vor allem zuständig für Wirtschaftspolitik, Gewerbe und Industrie sowie Arbeit (Arbeitsrecht).
Das Ministerium wurde in der Regierung Wolfgang Schüssel als Gesamt-Wirtschaftsministerium aus dem Bundesministerium für wirtschaftliche Angelegenheiten (BMWA) mit den Arbeitsagenden des Bundesministerium für Arbeit, Gesundheit und Soziales (BMAGS) gebildet.

2008, mit Antritt der Bundesregierung Faymann I, wurden die beiden Aspekte wieder getrennt, und auf Bundesministerium für Wirtschaft, Familie und Jugend (BMWFJ, fortgeführtes Wirtschaftsministerium) und Bundesministerium für Arbeit, Soziales und Konsumentenschutz (BMASK, Sozialministerium) aufgeteilt.

## Bundesminister
In den Bundesregierungen der Bundeskanzler Wolfgang Schüssel (Regierung I, II) und Gusenbauer war Martin Bartenstein (ÖVP) Bundesminister für Wirtschaft und Arbeit.
Bartenstein war von 1995 bis 1996 Bundesminister für Umwelt und von 1996 bis 2000 Bundesminister für Umwelt, Jugend und Familie gewesen. Er blieb in der folgenden Regierung als Wirtschaftsminister im Amt.
Staatssekretärin für Arbeit waren Mares Rossmann (FPÖ, bis 2000–2003, Schüssel I) und Christine Marek (ÖVP, 2007–2008, Kabinett Faymann).

## Kompetenzen
Das erste Mal seit der ersten Republik wurde die in Österreich traditionelle Trennung der unternehmerische-wirtschaftlichen Angelegenheiten und der arbeitsmarktpolitischen, die dem Proporz der „schwarzen-blauen“ (konservativen und liberalen) und „roten“ (sozialistischen) Interessen entspricht, aufgehoben und beide Aspekte in einem gesamtwirtschaftlichen Ministerium vereint. Dafür wurden diverse operative Angelegenheiten, die durch die Privatisierung der öffentlichen Wirtschaft an Umfang verloren hatten, den Fachministerien zugeteilt, so kamen Straßenbau und Bahnangelegenheiten zum Verkehrsministerium (nun BM für Verkehr, Innovation und Technologie – BMVIT, Infrastrukturministerium), das Ressort Wasserwirtschaft an das kombinierte Agrarwirtschafts- und Umweltministerium (nun BM für Land- und Forstwirtschaft, Umwelt und Wasserwirtschaft – BMLFUW, Lebensministerium).
Das BMWA war zuständig für:
- Gewerbe und Industrie (soweit diese Angelegenheiten nicht in den Wirkungsbereich des  Bundesministeriums für Verkehr, Innovation und Technologie fallen); dazu gehören insbes. auch:
  - Handelsrecht und das Recht der Verrichtung von Dienstleistungen
  - Gewerberecht
  - Angelegenheiten des Ladenschlusses
  - Gewerbliche und industrielle Forschung
  - Angelegenheiten der betrieblichen Berufsausbildung und Berufsfortbildung
- Bergwesen
- Wirtschafts- und Strukturpolitik
- Ordnung des Binnenmarktes (soweit diese Angelegenheiten nicht in die Zuständigkeit des Bundesministeriums für Land- und Forstwirtschaft, Umwelt und Wasserwirtschaft fallen)
- Angelegenheiten der Preisregulationregelung, Preisüberwachung und Preistreiberei (soweit sie nicht in den Wirkungsbereich des Bundesministeriums für soziale Sicherheit und Generationen fallen)
- Energiewirtschaft
- Wahrnehmung handels- und wirtschaftspolitischer Angelegenheiten gegenüber dem Ausland
- Angelegenheiten der österreichischen Vertretungsbehörde bei der WTO
- Verwaltung aller Bauten und Liegenschaften des Bundes
- Bundesmobilienverwaltung
- Angelegenheiten des Bau-, Wohnungs- und Siedlungswesens
- Technisches Versuchswesen; Beschussangelegenheiten; Maß-, Gewichts-, Eich- und Vermessungswesen; Angelegenheiten aller anderen technischen Prüf- und Sicherheitszeichen; Normenwesen
- Angelegenheiten der Normalisierung und Typisierung elektrischer Anlagen
- Vermarkung und Vermessung der Staatsgrenzen
- Angelegenheiten des Ingenieur- und Ziviltechnikerwesens
- Einrichtung eines Sicherheitskontrollsystems und Ausfuhrkontrolle zur Gewährleistung der friedlichen Verwendung der Atomenergie
- Regionalförderung
- Angelegenheiten staatseigener Unternehmen
- Angelegenheiten des Arbeitsrechts (soweit sie nicht in den Wirkungsbereich des Bundesministeriums für Justiz fallen); dazu gehören insbes. auch:
  - Arbeitsvertragsrecht
  - Arbeitnehmerschutzrecht
  - Arbeits- und Betriebsverfassungsrecht
  - Kollektive Rechtsgestaltung auf dem Gebiet des Arbeitsrechts
- Angelegenheiten des Arbeitsmarktes; Arbeitslosenversicherung

## Organisation
Das BMWA war folgendermaßen gegliedert:
- Bundesminister
  - Kabinett
  - Internes
    - Budget und Administration
    - Personal und Recht
    - IT und Kommunikation

  - Center 1: Wirtschaftspolitik
  - Center 2: Außenwirtschaftspolitik und Europäische Integration
  - Sektion I: Unternehmen und Technologie
  - Sektion II: Arbeitsmarkt
  - Sektion III: Arbeitsrecht und Arbeitsinspektion
  - Sektion IV: Energie und Bergbau
  - Sektion V: Tourismus und Historische Objekte
  - Bundesvergabeamt
  - Bundeswettbewerbsbehörde

## Historische Entwicklung
Das österreichische Wirtschaftsministerium bildete sich aus einem Handels- und Gewerbeministerium (zeitweise auch Arbeitsministerium), Industrie-, Energie- und Bauministerium, mit öffentlichen Arbeiten (zeitweise auch Verkehrsministerium), welche sich noch aus Monarchiezeiten herleiten. Nach dem Zweiten Weltkrieg führte man ein Bundesministerium für Handel und Wiederaufbau. 1966 wurde ein eigenes Bundesministerium für Bauten und Technik, als Bautenministerium für öffentliches Bauwesen geschaffen, aus dem 1987 in der Bundesregierung Vranitzky II durch Zusammenlegung mit dem Bundesministerium für Handel, Gewerbe und Industrie das Bundesministerium für wirtschaftliche Angelegenheiten entstand. Erst seither firmiert es als „Wirtschaftsministerium“, wobei die Bautenminister der Zweiten Republik als Vorgänger der Wirtschaftsminister genannt werden-
Das Ressort Arbeit, also die Belange der Arbeitnehmerschaft, war ebenfalls 1987 als solches geschaffen worden, davor waren sie traditionell zwischen den Sozialministerien und den Wirtschaftsministerien verteilt, und war am Bundesministerium für Arbeit und Soziales, ab 1997 dem umfassenden Bundesministerium für Arbeit, Gesundheit und Soziales angesiedelt. Mit Antritt Regierung Schüssel wurden es mit dem Wirtschaftsministerium zusammengelegt. Die Bundesregierung Faymann I tauschte dann wieder Arbeit gegen Familien- und Jugendangelegenheiten mit dem Sozialministerium (wie schon 2006 von der FCG gefordert), da angesichts der Wirtschaftskrise der soziale Aspekte der Arbeitsplatzsicherung überwog. Das Wirtschaftsministerium sollte gleichzeitig um Familienfreundlichkeit bemüht sein.
Siehe auch Tabellen in Österreichisches Wirtschaftsministerium und Österreichisches Arbeitsministerium